# 西塘镇 (岳阳市)
西塘镇，中华人民共和国湖南省岳阳市岳阳经济技术开发区下属的一个镇，位于岳阳经济技术开发区东南部。除行政、财税外，其他事务包括民事、区划与统计等全部归入岳阳楼区。游港河、京珠高速经过镇区。

## 建制沿革
- 1958年，设西塘公社；
- 1984年，改置西塘乡；
- 1995年，改置西塘镇，属岳阳县；
- 2005年，划归岳阳楼区管辖，委托岳阳经济开发区管理。

## 行政区划
西塘镇下辖1个居委会、17个行政村，182个村民小组。
- 西塘居委会
- 西塘村、杨家村、仁长村、峡山村、兰桥村、金黄村、金家村、张彭村、岳彭村、茨木村、彭家村、泗水村、高城村、真栗村、三店村、守营村、新老村